# Royal Flying Doctor Service
Le Royal Flying Doctor Service est une organisation de secours en Australie. Elles apportent une aide médicale aux populations isolées du pays, ou qui n'ont pas accès à un hôpital.

## Histoire

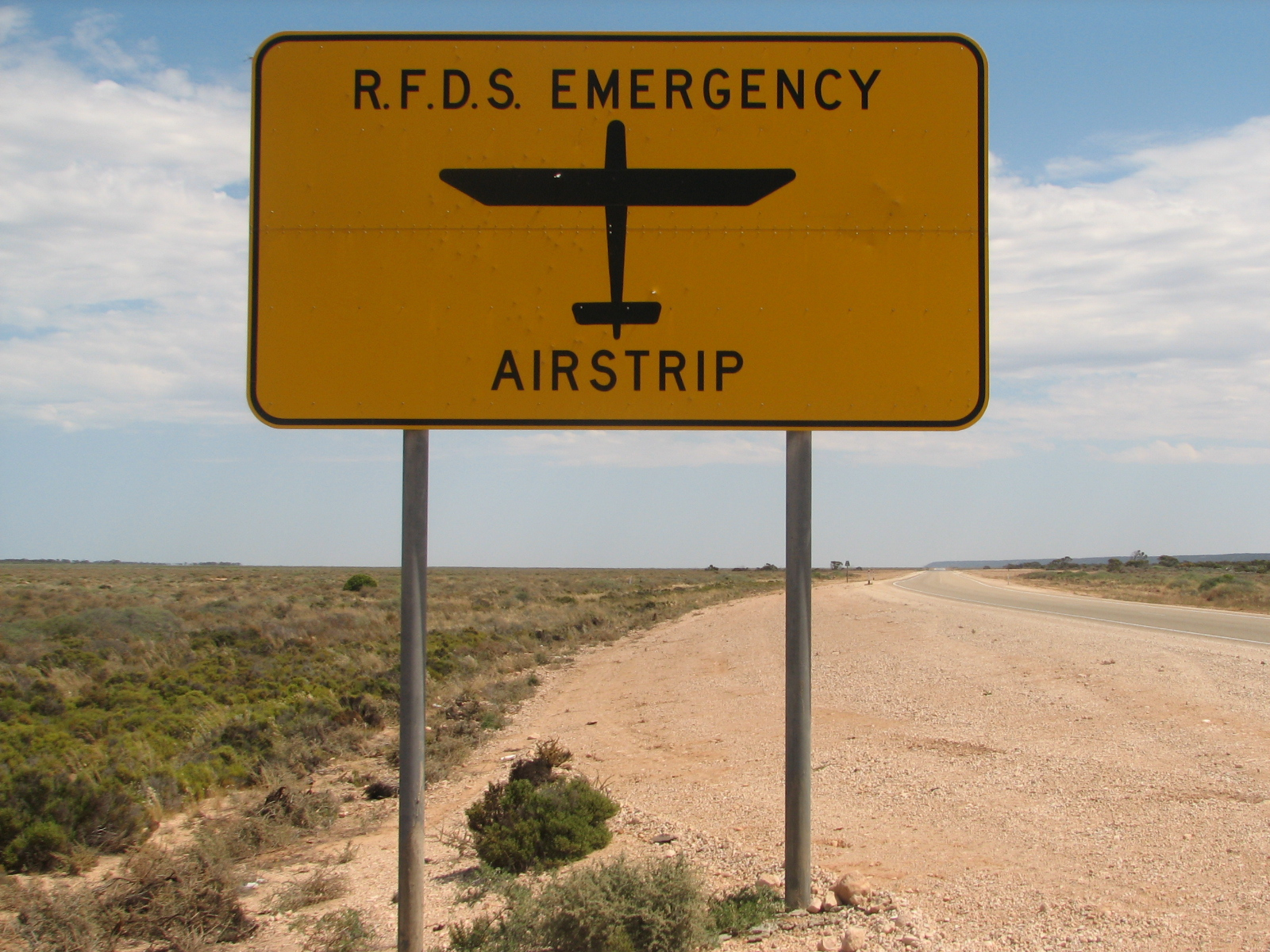
L'Eyre Highway.

Le révérend John Flynn (25 novembre 1880 - 5 mai 1951) était un pasteur presbytérien et aviateur australien qui a créé le Royal Flying Doctor Service (RFDS), premier service d'ambulances aériennes au monde. 
En 1917, Flynn envisageait déjà la possibilité de nouvelles technologies, comme la radio et l'aviation, pour fournir un service plus pointu d'aides médicales et il reçut ensuite une lettre d'un pilote australien de la Première Guerre mondiale, Clifford Peel, qui avait entendu parler des projets de Flynn et décrivant les fonctionnalités et les coûts des avions alors disponibles. Cette liste fut publiée dans le magazine de l'église, le début de la collecte de fonds fut considérable pour créer un service médical volant. Le premier vol eut lieu en 1928 à partir de Cloncurry, au Queensland. En 1934, l’Australian Aerial Medical Service était créé et progressivement un réseau national mis en place. 
Un musée commémorant la fondation du Royal Flying Doctor Service est situé sur la Place John Flynn à Cloncurry, au Nord du Queensland en Australie.

## Flotte
En décembre 2019, la flotte se compose de 71 avions.
| Aéronefs                       | Origine | Image | En service | Patient        | Équipage | Remarques |
| ------------------------------ | ------- | ----- | ---------- | -------------- | -------- | --- |
| Pilatus PC-12                  |         |       | 33         | 5 (2 civières) | 3        | Utilisés en Australie-Méridionale, dans le Territoire du Nord et en Australie-Occidentale                                                           |
| Pilatus PC-24                  |         |       | 3          | 5 (2 civières) | 6        | Commandé en mai 2014 avec une option pour un 4e appareil. Utilisés en Australie-Méridionale, dans le Territoire du Nord et en Australie-Occidentale |
| Beechcraft 300C Super King Air |         |       | 4          | 5 (2 civières) | 3        | Utilisés dans le Queensland, en Nouvelle-Galles du Sud, en Victoria et en Tasmanie                                                                  |
| Beechcraft B200 King Air       |         |       | 17         | 5 ( civières)  | 3        | Utilisés dans le Queensland, en Nouvelle-Galles du Sud, en Victoria et en Tasmanie                                                                  |
| Beechcraft B200C King Air      |         |       | 13         | 5 (2 civières) | 3        | Utilisés dans le Queensland, en Nouvelle-Galles du Sud, en Victoria et en Tasmanie                                                                  |
| Cessna 208B Grand Caravan      |         |       | 2          | 8              | 2        | Utilisés pour le transport dans le Queensland septentrional                                                                                         |

### Anciens appareils
| Aéronefs                         | Origine | Image | Nombre | Patient        | Équipage | Remarques   |
| -------------------------------- | ------- | ----- | ------ | -------------- | -------- | ----------- |
| Beechcraft B200SE Super King Air |         |       | 2?     | 5 (2 civières) | 3        |             |
| Hawker 800XP                     |         |       | 1      |                |          | 2009 - 2019 |